# Garra Dembélé
Pour les articles homonymes, voir Dembélé.
Garra Dembélé (né le 21 février 1986 à Gennevilliers dans les Hauts-de-Seine) est un footballeur international malien, qui évoluait au poste d'attaquant.

## Biographie

### Enfance
Natif de Gennevilliers, Garra Dembélé passe la première partie de son enfance dans sa ville natale dans les Hauts-de-Seine, avant d'ensuite partir pour Puteaux, toujours dans le même département.
Il débute alors le football en 1995 dans le club de sa ville, le CSM Puteaux.

### Carrière

#### Débuts footballistiques
Apprenti footballeur à l'INF avec la génération 1986 qui sera médiatisée au début des années 2000 par le programme À la Clairefontaine diffusé sur Canal+, Dembélé signe dès 2001 son premier contrat avec l'AJ Auxerre.
En finale du Championnat national moins de 16 ans en 2002-2003 contre l'Olympique lyonnais, Dembélé ouvre la marque et participe à la victoire des siens (2-1).

#### Carrière en club
Non désiré à Auxerre, le jeune joueur multiplie alors les essais à Bastia, Newcastle ou encore Leeds. Il est alors très proche de s'engager avec Liverpool, mais les négociations n'aboutissent finalement pas. Après une période d'essai convaincante, Dembélé s'engage avec le FC Istres pour une période de six mois. Il est rapidement titularisé et inscrit 2 buts lors de ses 3 premières apparitions en Ligue 2.
À l'été 2007, Dembélé rejoint l'AGF Århus, au Danemark. Il retrouve, dans ce club de première division danoise, un autre ancien pensionnaire de L2 française : l'Américain Jeremiah White qui évoluait, lui, au FC Gueugnon. À la fin de la saison, il retourne alors dans la réserve de l'AJ Auxerre et son contrat prend fin en juillet 2008, il signe alors au Pierikos, club évoluant en 2e division grecque.
Après un an et demi passé là-bas, Dembélé signe au Lokomotiv Plovdiv en janvier 2010.
Le 9 juin 2010, le PFK Levski Sofia l'engage pour 3 saisons et verse une indemnité de transfert de l'ordre de 200 000 euros. Ses débuts sous le maillot du Levski sont tonitruants, puisqu'il inscrit 20 buts lors de ses 17 premiers matchs toutes compétitions confondues.
En championnat, il dispute au total 24 matchs pour 26 buts inscrits (ce qui fait de lui le meilleur buteur du championnat bulgare 2011). Cependant, quelques mois plus tard, il affirme son désir de quitter le PFK Levski Sofia pour un club plus prestigieux. Il achève sa première saison au Levski en inscrivant 37 buts pour 39 matchs toutes compétitions confondues.
En 2021, à l'occasion d'un documentaire diffusé sur la chaîne l'Équipe dont la série s'intitule « Destins Brisés », il révèle s'être dopé et avoir subi des perfusions quand il évoluait en Bulgarie et pris des pilules dont il ignorait la composition lors de son passage à Fribourg.

#### Carrière Internationale
En novembre 2010, Dembélé choisit la nationalité malienne. Il est alors convoqué pour le match amical Mali-République démocratique du Congo du 17 novembre 2010 (3-1), mais n'entre pas en jeu pour cause de blessure. 

Rappelé une seconde fois en sélection le 8 février 2011 face à la Côte d'Ivoire, il déclare pourtant à la suite de ce match vouloir rester à disposition de Laurent Blanc et de l'équipe de France, et ne donnera plus jamais suite aux sollicitations d'Alain Giresse, le sélectionneur malien, comme celui-ci le révèle dans le journal Jeune Afrique, le 13 juin 2011 : 

« Il est venu avec nous contre la Côte d'Ivoire en amical [0-1], le 8 février dernier. Depuis, je n'ai aucune nouvelle, je ne parviens pas à le contacter. J'ai pourtant essayé toutes les technologies modernes... »

Il participe finalement à la CAN 2012 au Gabon avec le Mali et entre en jeu en cours de seconde période du premier match de poule face à la Guinée. C'est lors de cette compétition qu'il inscrit son seul et unique but le 1er février 2012 lors d'un succès 2-1 contre le Botswana. Le Mali finit troisième de la compétition.

## Palmarès et statistiques

### Palmarès
| Levski Sofia - Championnat de Bulgarie : - Vice-champion : 2010-11. - Meilleur buteur : 2010-11 . |  | Mali - Coupe d'Afrique des nations : - 3e : 2012. |

### Statistiques
| Saison                | Club                  | Championnat           | Championnat | Championnat | Coupe(s) nationale(s) | Coupe(s) nationale(s) | Compétition(s) continentale(s) | Compétition(s) continentale(s) | Compétition(s) continentale(s) | Mali | Mali | Total | Total |
| Saison                | Club                  | Division              | M.          | B.          | M.                    | B.                    | Comp.                          | M.                             | B.                             | M.   | B.   | M.    | B.    |
| 2006-2007             | FC Istres (prêt)      | Ligue 2               | 12          | 3           | -                     | -                     | -                              | -                              | -                              | -    | -    | 12    | 3     |
| 2007-2008             | AGF Århus (prêt)      | Superligaen           | 3           | 0           | -                     | -                     | -                              | -                              | -                              | -    | -    | 3     | 0     |
| Sous-total            | Sous-total            | Sous-total            | 15          | 3           | -                     | -                     | -                              | -                              | -                              | -    | -    | 15    | 3     |
| 2008-2009             | Pierikos              | Beta Ethniki          | 23          | 4           | 1                     | 0                     | -                              | -                              | -                              | -    | -    | 24    | 4     |
| 2009-2010             | Pierikos              | Beta Ethniki          | 9           | 2           | 2                     | 0                     | -                              | -                              | -                              | -    | -    | 11    | 2     |
| Sous-total            | Sous-total            | Sous-total            | 32          | 6           | 3                     | 0                     | -                              | -                              | -                              | -    | -    | 35    | 6     |
| 2009-2010             | Lokomotiv Plovdiv     | A PFG                 | 14          | 5           | -                     | -                     | -                              | -                              | -                              | -    | -    | 14    | 5     |
| Sous-total            | Sous-total            | Sous-total            | 14          | 5           | -                     | -                     | -                              | -                              | -                              | -    | -    | 14    | 5     |
| 2010-2011             | Levski Sofia          | A PFG                 | 24          | 26          | 3                     | 3                     | C3                             | 12                             | 8                              | 1    | 0    | 40    | 37    |
| Sous-total            | Sous-total            | Sous-total            | 24          | 26          | 3                     | 3                     | -                              | 12                             | 8                              | 1    | 0    | 40    | 37    |
| 2011-2012             | SC Fribourg           | Bundesliga            | 16          | 1           | 1                     | 0                     | -                              | -                              | -                              | 6    | 1    | 23    | 2     |
| 2012-2013             | SC Fribourg           | Bundesliga            | 3           | 0           | -                     | -                     | -                              | -                              | -                              | -    | -    | 3     | 0     |
| 2013                  | Wuhan Zall (prêt)     | Chinese Super League  | 20          | 3           | 1                     | 0                     | -                              | -                              | -                              | -    | -    | 21    | 3     |
| 2013-2014             | SC Fribourg           | Bundesliga            | -           | -           | -                     | -                     | -                              | -                              | -                              | -    | -    | 0     | 0     |
| Sous-total            | Sous-total            | Sous-total            | 39          | 4           | 2                     | 0                     | -                              | -                              | -                              | 6    | 1    | 47    | 5     |
| 2014-2015             | Dubaï Club            | Division 1            | -           | -           | -                     | -                     | -                              | -                              | -                              | -    | -    | 0     | 0     |
| 2015-2016             | Dubaï Club            | Division 1            | -           | -           | -                     | -                     | -                              | -                              | -                              | -    | -    | 0     | 0     |
| Sous-total            | Sous-total            | Sous-total            | -           | -           | -                     | -                     | -                              | -                              | -                              | -    | -    | 0     | 0     |
| 2015-2016             | FC Shumen 1929        | V AFG                 | -           | -           | -                     | -                     | -                              | -                              | -                              | -    | -    | 0     | 0     |
| Sous-total            | Sous-total            | Sous-total            | -           | -           | -                     | -                     | -                              | -                              | -                              | -    | -    | 0     | 0     |
| 2016-2017             | FC Soleure            | 1re ligue             | 17          | 6           | 1                     | 0                     | -                              | -                              | -                              | -    | -    | 18    | 6     |
| Sous-total            | Sous-total            | Sous-total            | 17          | 6           | 1                     | 0                     | -                              | -                              | -                              | -    | -    | 18    | 6     |
| Total sur la carrière | Total sur la carrière | Total sur la carrière | 141         | 50          | 7                     | 1                     | -                              | 12                             | 8                              | 7    | 1    | 167   | 60    |